# Liotrachela convexipennis
Liotrachela convexipennis är en insektsart som beskrevs av Andrew Nelson Caudell 1935. Liotrachela convexipennis ingår i släktet Liotrachela och familjen vårtbitare. Inga underarter finns listade i Catalogue of Life.